# 多気クリスタルタウン
多気クリスタルタウン（たきクリスタルタウン）は、三重県多気郡多気町が進める都市計画およびその商工業複合型施設の名称である。
同町が主体的に進めている事業である。なお、事業地域は仁田、西山、五佐奈、相可の4地区におよぶ。

## 概要
1995年（平成7年）、多気町にシャープが進出し、1955年（昭和30年）以降一貫して減少していた多気町の人口は増加に転じた。しかしながら増加したのは、シャープに勤務する単身者が中心で、家族を有する世帯は隣接する松阪市に居住する傾向がみられ、町内への定住は進まなかった。その背景には松阪市と多気町の社会基盤整備状況の差が要因の一つであると考えた多気町当局は、商業・生活環境の整備を行う「クリスタルタウンプロジェクト」を2003年（平成15年）より始動させた。同プロジェクトは行政（三重県庁・多気町役場）・民間（シャープや商業の関係者）・住民・学識経験者らから構成される「クリスタルタウン委員会」が2003年から2004年（平成16年）度にかけて基本計画を策定した。委員会にはオブザーバーとして産業技術総合研究所ライフサイクルアセスメント研究センターも参加し、同センターのライフサイクルアセスメント（LCA）の研究成果を導入した環境影響評価が実施された。
商業生活ゾーンの開発事業者（マックスバリュ中部）は2005年（平成17年）11月に決定し、2006年（平成18年）1月に『広報たき』にて事業計画のゾーニング案が住民向けに公開された。当初2008年（平成20年）4月の完成予定であったが、実際は同年6月19日に「多気クリスタルタウンショッピングセンター」の開業となった。以降、同ゾーンの各商業施設が順次開業。
以下の3つのゾーンからなる。
- 商業生活ゾーン - 国道42号と新設する町道クリスタル線に囲まれる約10万m2の区域。多気町の新しい商業の中心地を目指している。
- 環境保全ゾーン - 都市公園。
- 工業ゾーン - 隣接するシャープ三重工場（多気事業所）とともに、工業の集積を目指している。

## 商業生活ゾーン

### 多気クリスタルタウンショッピングセンター
2008年6月19日にオープンした商業施設。核店舗はマックスバリュ多気店。なお、同店はイオングループが進めている「エコストア」の三重県内第1号店である。

#### テナント
北側の温浴施設とアミューズメント、理容室、音楽教室はそれぞれ別棟となっている。
南側の建物に核店舗のマックスバリュや各小売店が入っている。
マックスバリュ内には、せんぱいの店という、三重県立相可高等学校の卒業生を含むメンバーによって運営されている総菜店がある。運営会社は株式会社相可フードネット。2008年9月18日に開業し、店名は五桂池ふるさと村にある｢まごの店」にちなんでいる。相可フードネットは、地元の人的ネットワークを利用して設立された企業であり、相可高校の卒業生の雇用の受け皿となっている。

##### 天然温泉 多気の湯

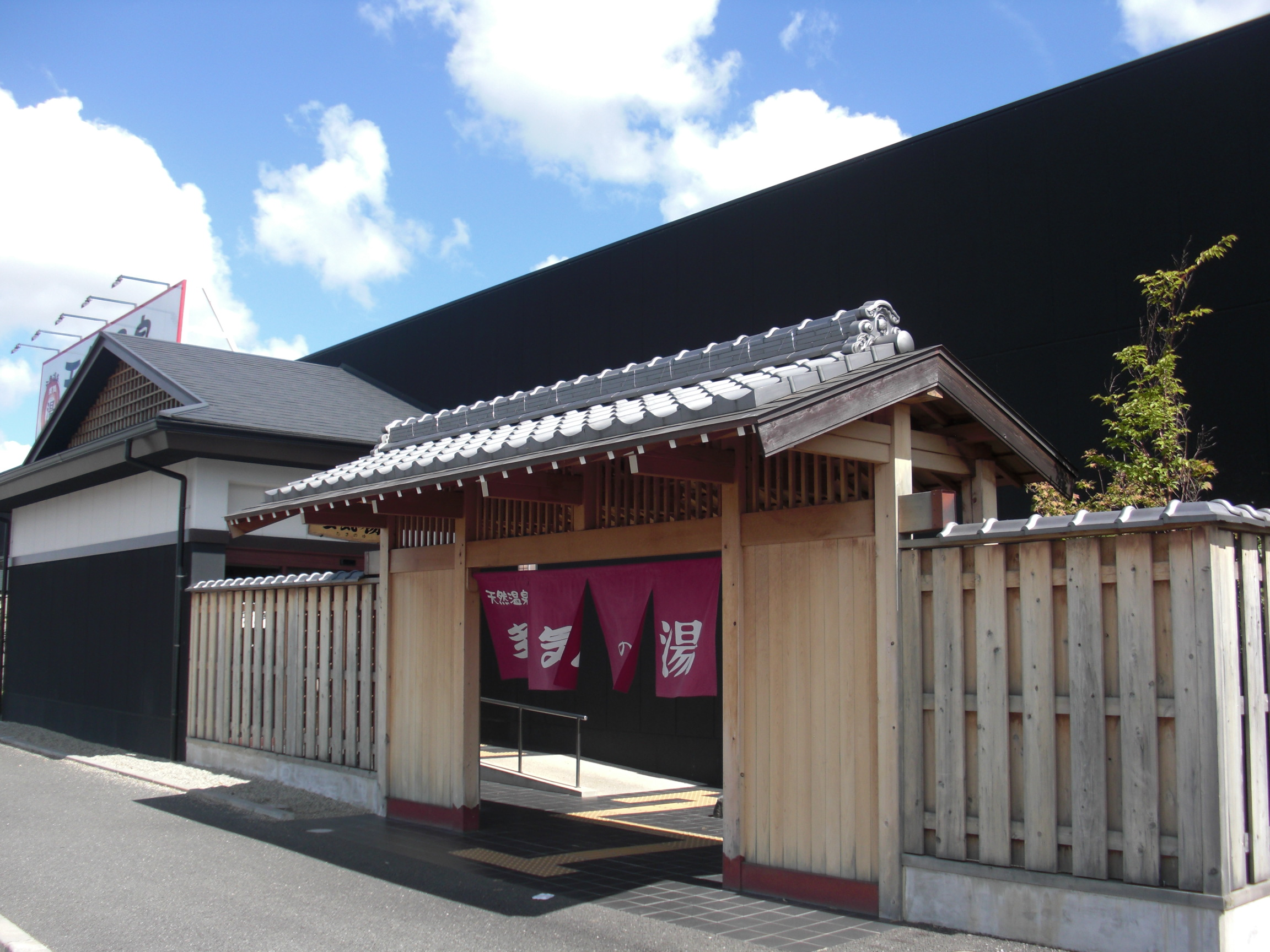
天然温泉 多気の湯

2008年10月18日にオープンしたスーパー銭湯（健康ランド）。地下1,000メートルの深さから乳白色の温泉が湧出しており、一部を除き循環濾過して使用している。館内には25種類の風呂のほか、フィットネスジム・レストラン・マッサージコーナー・床屋・休憩所などを併設している。
- 所在地 - 三重県多気郡多気町西山672-3
- 運営者 - ライズ・ホールディングス
- 源泉名 - 麗人の湯
- 泉質 - ナトリウム・カルシウム 塩化物温泉（等張性・中性・低温泉）
- 効能 - 神経痛、筋肉痛、関節痛、五十肩、運動麻痺、関節のこわばり、うちみ、くじき、慢性消化器病、痔疾、冷え性、病後回復期、疲労回復、健康増進。

注：効能はその効果を万人に保障するものではない。

##### スマイル多気店

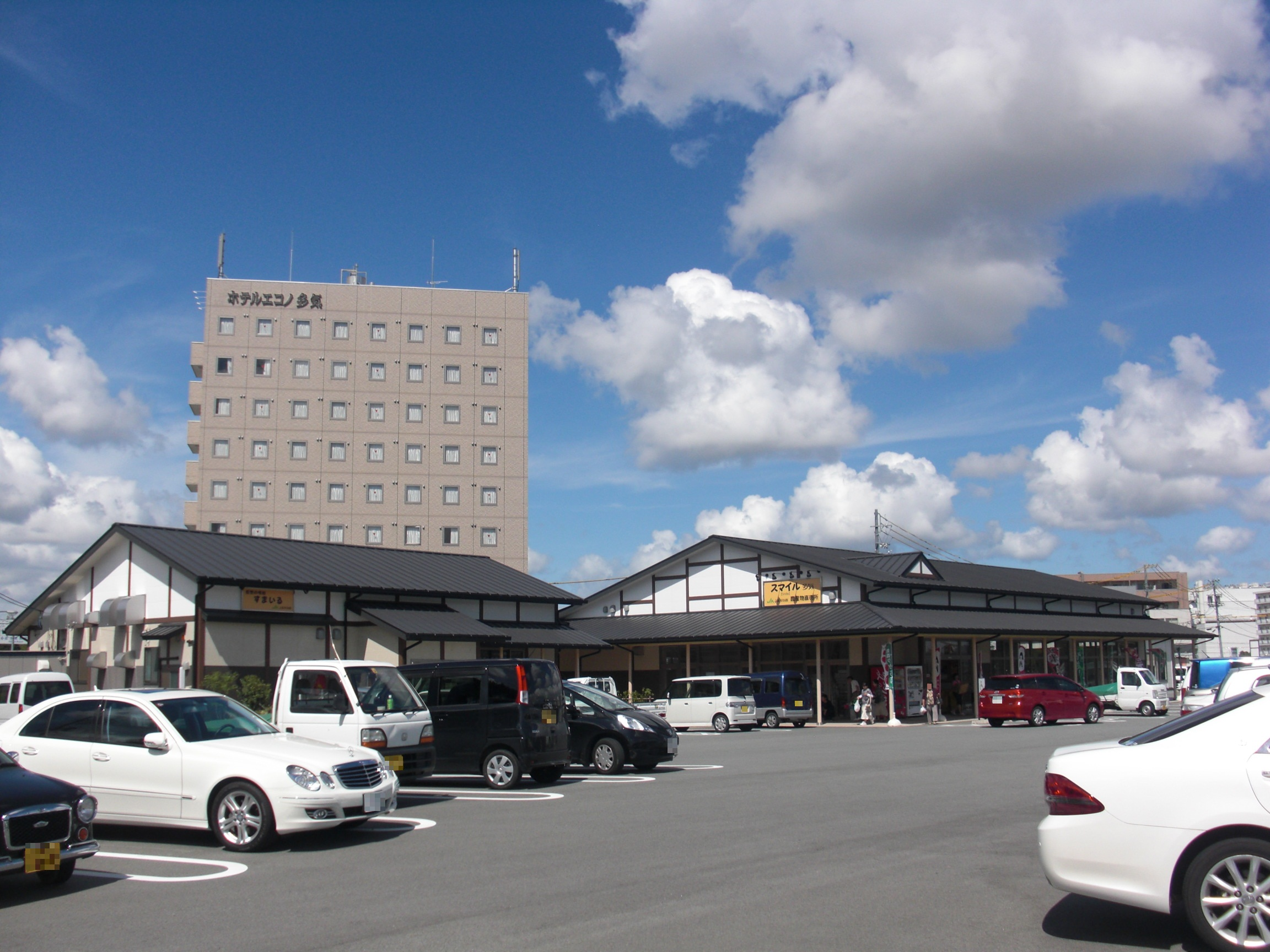
スマイル多気店

2009年12月6日にオープンしたファーマーズマーケット。多気郡農業協同組合（JA多気郡）が運営している。
「自然の味処すまいる」を併設し、三重県立相可高等学校食物調理科の卒業生が店長を務めている。このほか、スニーカーも洗うことが出来るコインランドリーを併設している。

## 環境保全ゾーン

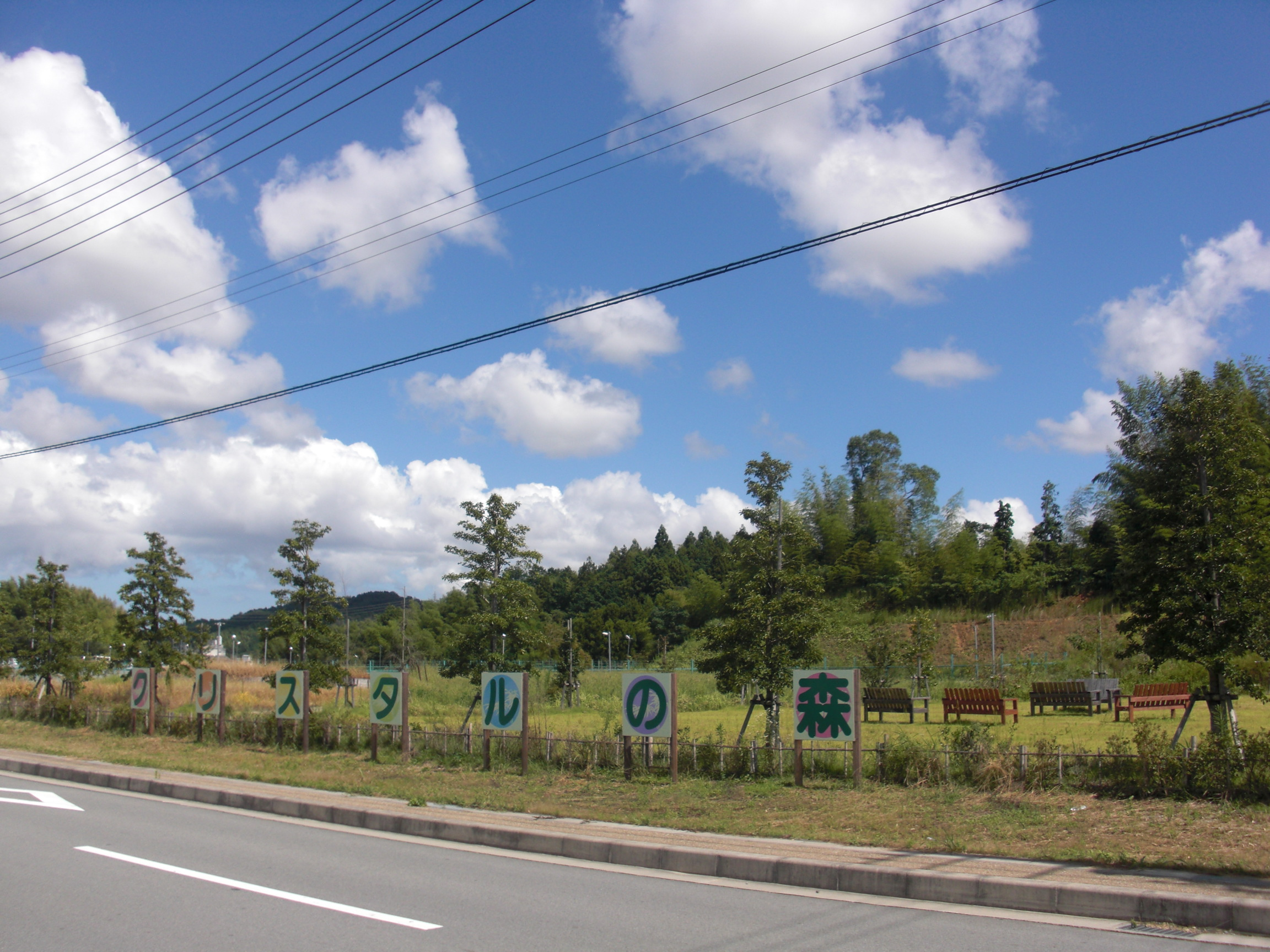
クリスタルの森

- クリスタルの森 - 芝生の活動広場や自然農園、花畑（シャープ三重工場が管理）を設置。2009年5月24日に開園した[7]。荒廃した竹林を地元有志「まちづくり仕掛人塾」の手で再生している[8]。また、その竹材や桧材を用いて住民が手作りしたカウンターテーブルが来園者の好評を博している[9]。

## 工業ゾーン
多気町および多気東部土地開発公社が事業主体となって開発された工業用地である。所在地は、多気町五佐奈・西山・仁田の各地域におよぶ。

## 地域の反応
多気町商工会が開いた説明会では、商業生活ゾーンの計画について地元商店から「テナント料を払って出店する余裕はない」「客を奪われる」といった批判が相次いだ。
シャープの従業員向けアンケートでは、クリスタルタウンに大規模な商業施設や温浴施設、映画館、スポーツジム、医療機関の設置を望むという声が上がった。このうちスポーツジムに関しては、住民アンケートにはなかったものであり、従業員は「生活の場」というよりはむしろ「娯楽施設」を求めていることが明らかになった。

## 周辺
- 国道42号
- 伊勢自動車道勢和多気IC -  クリスタルタウンまで約5km[12]
- JR紀勢本線 相可駅 -  クリスタルタウンまで約1.5km[12]
- 多気町役場
- 多気町立多気図書館（多気町立ふるさと交流館たき）
- 多気町民文化会館
- 多気町松阪市学校組合立多気中学校
- シャープ三重工場
- ホテルエコノ多気 - グリーンズが運営するホテルチェーン。
- 天啓の里